# Нуссе
Нуссе (нем. Nusse) — община в Германии, в земле Шлезвиг-Гольштейн. 
Входит в состав района Герцогство Лауэнбург. Подчиняется управлению Нуссе.  Население составляет 1037 человек (на 31 декабря 2010 года). Занимает площадь 6,22 км².